# ¡Arrepiéntete, Arlequín!, dijo el señor Tic-tac
¡Arrepiéntete, Arlequín!, dijo el señor Tic-tac (Repent, Harlequin! Said the Ticktockman, en inglés) es un conocido cuento de Harlan Ellison publicado por primera vez en diciembre de 1965 en la revista norteamericana Galaxy Magazine. El relato sería galardonado con el premio Nébula al mejor relato corto de 1965, así como con el premio Hugo en la misma categoría otorgado en 1966. Ha aparecido en español con dicho título como parte de la antología Lo mejor de los premios Nébula, publicada por Ediciones B como parte de su colección NOVA.

## Argumento
El texto comienza con un fragmento de Desobediencia civil de Henry David Thoreau en el que se denuncia que la sumisión a un reloj lleva al hombre a ser una máquina más. El relato ahonda en esta idea y presenta un mundo en el que todo debe regirse con la exquisita precisión de un reloj suizo: turnos, horarios, tiempos de viaje… Todo está perfectamente medido y calculado. Un ligero retraso en algún punto de la maquinaria retrasa al resto de los elementos.
Con el fin de mantener todo este mundo en orden, existe la figura del Maestro Custodio del Tiempo (más conocido como el Señor Tic-Tac). Todos los ciudadanos llevan cardio-placas y, cuando uno de ellos provoca un retraso, se le resta un lapso de tiempo de vida igual al retraso que ha provocado.
En este mundo surge el Arlequín, un individuo estrafalario disfrazado de bufón que se opone al sistema, provocando retrasos con métodos tan singulares como arrojar ciento cincuenta mil dólares en pastillas de goma sobre la maquinaria de las calles.
En el relato se menciona una de las grandes referencias de toda la literatura de ciencia ficción anterior, la novela 1984 de Orwell, historia que es necesario conocer para saber el destino final del Arlequín.

## Premios
- 1965: Premio Nébula al mejor relato corto.
- 1966: Premio Hugo al mejor relato corto.